# Steven Furtick
Steven Furtick est un pasteur chrétien baptiste, auteur, compositeur, américain né en 1980. Il est le fondateur et pasteur principal d'Elevation Church basée à Matthews (Caroline du Nord).

## Biographie
Steven Furtick est né le 19 février 1980 à Moncks Corner, États-Unis. Après avoir lu le livre Fresh Wind, Fresh Fire de Jim Cymbala, à l'âge de 16 ans, il ressent un appel pour le ministère. Il étudie à la North Greenville University en communication et obtient un Bachelor of Arts, puis il étudie la théologie au Séminaire théologique baptiste du Sud et obtient un Master (Master of Divinity).

### Ministère
En 2004, Furtick sert comme conducteur de louange à la Christ Covenant Church de Shelby (Caroline du Nord). En 2006, il déménage à Charlotte (Caroline du Nord) et fonde Elevation Church avec sept familles et la sienne. En 2007, il aide à fonder le groupe de musique Elevation Worship en tant qu’auteur des chansons. En 2017, deux de ses livres sont dans la liste des best-sellers du New York Times.